# Beatriz Pacheco Pereira
Maria Beatriz Machado Pacheco Pereira Dorminski de Carvalho (Porto, Bonfim, 26 de junho de 1951) escritora, professora, escultora, cronista, crítica e especialista de cinema portuguesa e fundadora do Festival Internacional de Cinema do Porto Fantasporto, com Mário Dorminsky, em 1981.

## Biografia
Nasceu no Porto, na Rua de Santos Pousada, duma família aristocrata da cidade e cuja origem conhecida remonta à Idade Média. Neta do pintor Gonçalo Pacheco Pereira, é filha de Álvaro Gonçalo de Lima Pacheco Pereira (Porto, Bonfim/Cedofeita, 4 de Agosto de 1921 - 5 de Maio de 2012), e de sua mulher (Porto, Bonfim, Igreja de Nossa Senhora da Conceição, 20 de Março de 1948) Maria Celina Machado (Porto, Bonfim, 5 de Julho de 1920/1 - Porto, Vitória, 17 de Junho de 1996/7), funcionária pública nos Correios, Telégrafos e Telefones (CTT). Sua bisavó paterna era espanhola. Tem dois irmãos, José Pacheco Pereira, historiador e político, e Maria Manuela Machado Pacheco Pereira, administrativa. Como antepassado ilustre tem Diogo Lopes Pacheco, um dos matadores de D. Inês de Castro, e Duarte Pacheco Pereira, navegador e geógrafo do século XVI.
Publicou já, entre outros livros, romances, contos, crónicas e ensaios e uma monografia sobre as mulheres notáveis do Porto.
Licenciou-se em Filologia Germânica, com especialização em Literatura Inglesa), na Faculdade de Letras da Universidade do Porto, e foi bolseira do British Council em 1970. É Bacharel em English Studies pela Universidade de Cambridge. Foi Professora do Ensino Secundário entre 1972 e 2008.
Fundadora e Directora do Festival Internacional de Cinema do Porto - Fantasporto desde a sua fundação até à actualidade.
Foi membro externo co-optado por unanimidade do 1.º Conselho Geral da Universidade do Porto entre 2009 e 2013. Escreveu no semanário "Grande Porto", de cujo Conselho Superior foi membro. Escreveu crónicas semanais sobre Cultura no diário "Jornal de Notícias" (2013-2015).
Recebeu em 2005 a Medalha de Mérito Cultural do Governo Português e é Medalha de Ouro das Cidades do Porto (1996) e Medalha de Ouro de Vila Nova de Gaia (1997).

## Cultura
Abrangendo áreas multifacetadas, Beatriz Pacheco Pereira escreve crónicas regularmente sobre Cinema, a Cidade do Porto, Artes Plásticas, Educação, Direitos da Mulher e Política, sendo igualmente conferencista. Com presença habitual na rádio, televisão e nos jornais, nos anos 60 e 70 fez teatro no Porto e em Coimbra, onde estudou na Faculdade de Letras da Universidade de Coimbra, cantou ainda música coral sinfónica no coro do Círculo Portuense de Ópera sob direcção de maestros como Silva Pereira, Gunther Arglebe e Ivo Cruz. Depois do 25 de Abril, cantou como solista no Grupo " A Feira" (GAC Norte) canções de José Mário Branco e João Loio, entre outros.
Escritora O gosto pela Literatura, primeiro como leitora e depois como especialista de Literatura Inglesa, leva-a à publicação de textos sobre uma variedade de temas. Primeiro como crítica de cinema, depois como cronista. Avançou para a ficção apenas em 2001 com a escrita de "As Fabulosas Histórias Dela", volume de contos do imaginário com o Porto como cenário. Até 2013 saíram do prelo três romances e três volumes de contos. Um dos romances, "O Amanhã Perfeito" entra pelo domínio da ficção científico-política. Está ainda representada em diversas colectâneas como contista.
Foi ainda autora de uma Antologia sobre Mulheres do Porto suas contemporâneas, "O Porto e as suas Mulheres", onde, além da biografia, incluiu depoimentos sobre o estado da Arte, da Ciência e da Música em Portugal. Em 2012 lança o livro de contos "O Homem Que Trazia Instruções", volume de contos com pinturas, aguarelas e desenhos de 15 artistas plásticos de topo. Tem ainda publicados três volumes com crónicas , fruto da sua participação em diversos jornais e revistas portuguesas como O Primeiro de Janeiro, Notícias da Tarde, Semanário, Grande Porto, Jornal de Notícias e ainda na Revista Focus. Escreveu crónicas culturais semanais no Jornal de Notícias (2013 -2015 ).
Como Escultora, actividade que tornou pública em 2008, participou entretanto em mais de 40  exposições ao lado de alguns dos maiores nomes do meio artístico nacional. Em 2010 realizou a sua primeira exposição individual. Em 2012 fundou com as pintoras  Helena Leão e Antónia Gomes o Movimento REM (Rapid Eye Movement) na Rua Miguel Bombarda 572, Porto, e que pretende dar visibilidade a artistas, sobretudo a mulheres, com pouco acesso a expor em  galerias. Expôs em diversas cidades, nomeadamente no Porto, Vila Nova de Gaia, Marco de Canavezes, Espinho, Felgueiras e Vila Nova de Cerveira.

## Cinema
Foi a primeira mulher a ter uma coluna de crítica de cinema num jornal diário em Portugal (de 1982 a 1992 n' "O Primeiro de Janeiro"). E também a primeira a publicar livros de cinema.
Escreveu para vários jornais ( O Primeiro de Janeiro, Comércio do Porto, Noticias da Tarde, Semanário, Jornal de Noticias) onde publicou diversos textos sobre cinema.
Fundou, com Mário Dorminsky, as revista Cinema Novo e Estreia.
Fez parte de júris no Festival Internacional de Cinema de Sitges (Espanha), no Festival Internacional de Cinema de Animação — Cinanima e no Festival Internacional de Cinema de Bruxelas (Bélgica).
Fundou em 1981 o Fantasporto — Festival Internacional de Cinema do Porto, que se tornou um dos mais importantes do mundo do cinema e foi considerado pela revista profissional "Variety" um dos melhores do mundo. O Fantasporto tem a sua 38.ª edição em 2018.
Colaborou em diversos programas de rádio e televisão como especialista de cinema.
Nas suas crónicas aborda regularmente a problemática do cinema e da Cultura em geral em Portugal e no estrangeiro.
Fez  parte dos júris do ICAM/ICA nas áreas de Argumento e Curta-metragem.
É membro fundador da Cinema Novo, cooperativa de Cinema e Audiovisual que fundou em 1988 com Mário Dorminsky, dez anos depois da fundação da revista de cinema com o mesmo nome. Em 1981 fundou o Fantasporto - Festival Internacional de Cinema do Porto, que ainda dirige.
Frequentou o Festival Internacional de Cinema de Cannes durante mais de 20 anos, como crítica de cinema e programadora, assim como o seu Mercado do Filme.
Como Produtora de Cinema, foi responsável por 17 documentários sobre artistas plásticos portugueses, realizados por alunos da Faculdade de Belas Artes da Universidade do Porto e Universidade Católica no âmbito do Programa Especial do Fantasporto 2011.
Recebeu pelo Fantasporto a Medalha de Mérito Cultural — Grau Ouro da Câmara Municipal do Porto em 1996, a Medalha de Mérito Cultural — Grau Ouro da Câmara de Vila Nova de Gaia em 1997 e a Medalha de Mérito Cultural do Governo Português, em 2005. Recebeu ainda  pelo festival o Prémio Pro-Autor da Sociedade Portuguesa de aurores em 2011 e uma menção honrosa na categoria Animação e Eventos do Turismo de Portugal em 2008.

## Obras publicadas
Escreveu obras de ficção e não ficcão.

### Ficção
- As Fabulosas Histórias Dela — Contos do Porto Imaginado (2003) (contos)- Contos unidos por um denominador comum: a personagem principal é uma Ela, sem nome mas de diversas idades e temperamentos, o que une o conjunto de histórias onde a magia abunda. (Edição Ambar)
- O Amor Absurdo e Outras Histórias Improváveis (2007) (contos)- Histórias do surrealismo onde a cidade do Porto e Portugal surgem em imaginativas reflexões políticas. (Edição Texto Editora)
- Tratado dos Anjos (2004) (romance)- E se os anjos viessem à terra e se contaminassem com as vulnerabilidades humanas? E se Deus se aborrecesse no céu e apreciasse uma boa história? Romance inspirado pela estátua de Irene Vilar na marginal do Rio Douro. Um amor estranho entre uma mulher e um viajante. (Edição Ambar)
- Bianca e o Dragão (2008) (romance) O que aconteceu a Bianca não é de todo comum. Uma história de amor e também um exemplo da clássica luta entre o Bem e o Mal, num contexto de magia e do maravilhoso, passado nas ruas do Porto. Edição com 15 ilustrações de Agostinho Santos. (Edição Calendário das Letras, encadernado)
- O Amanhã Perfeito (2009) (romance) Fábula de carácter político, imagina um Portugal pós-apocalíptico reduzido a uma Esfera situada no local que foi o Porto. Uma sociedade que se recria do zero e se acredita perfeita e equalitária. Mas pode este mundo novo contrariar as fraquezas humana? Uma história de amor entre um homem e uma mulher, entre o que fomos e o que gostaríamos de ser. (Edição Calendário das Letras)
- "O Homem Que Trazia Instruções e outras estórias" (2012) (contos). 15 contos sobre a Paixão, a Arte, a Política e a Purificação da Alma. Ilustrado por 15 artistas plásticos: Zulmiro de Carvalho, Manuela Mendes da Silva, Albuquerque Mendes, Francisco Laranjo, Augusto Canedo, Helena Leão,  Mirene, Ludmila, João Dorminsky, Júlio Costa, Nazaré Alvares, Agostinho Santos, Catarina Machado, Antónia Gomes e Otília Santos. (Edição Edium, encadernado)
- "Alice e os Abutres" ((2021) (romance)- Uma história de amor e sangue passada no meio artístico e no meio político português. Que fazer quando a ambição e o oportunismo não têm limites? Seguir o rasto do crime. Pintura de Antónia Gomes e Helena Leão e escultura da autora do livro. (Edição Âncora)

### Não ficção
- Frankenstein - Mary Shelley, James Whale, Boris Karloff e os outros. (1994) (ensaio)- estudo comparativo entre o livro "Frankenstein" de Mary Shelley e a figura como vista na produção de cinema e através do seu intérprete mais carismático, Boris Karloff.
- Fotobiografia: 20 anos Fantasporto (1999) (fotobiografia)- a história dos 20 anos do maior festival de cinema português.
- Fantas Graffiti (2000) (ensaio)- O mítico Painel das Bocas do Fantasporto e os artistas que por lá passaram.
- Pre-Textos de Cinema (2000) (crónicas)- Colectânea de crónicas de Cinema e de Cultura publicadas pela autora em diversos jornais e revistas.
- Do Porto e do Olhar (2005) (crónicas)- Colectânea de crónicas sobre Cultura e Política publicadas pela autora em jornais e revistas.
- O Porto e as suas Mulheres (2005) (fotobiografia)- Biografias, fotos de família e comentários numa colectânea que regista o percurso de 40 mulheres notáveis do Porto.
- "A Década Furiosa". (2013) Cerca de 90 textos entre crónicas e pequenos ensaios publicadas em jornais e revistas, sobre Cultura, Arte e o Porto entre outros assuntos. Sobre o Estado da Cultura em Portugal e a vida do Porto na década 2003-2013. Edição Seda Publicações.
- Fantasporto 40 Anos: Uma História de Cinema (2021) O percurso da Cinema Novo e do Fantasporto, desde 1981 até 2020, numa recensão completa (convidados, descobertas, filmes, extra-cinema, exposições de Arte, etc) escrita pela fundadora no 40º aniversário.

## Traduções
- Cinema espanhol: As novas tendências, de Núria Vidal (1998)